# Руско-турски рат (1877—1878)
Руско-турски рат 1877—78. (тур. 93 Harbi, „рат из '93.“) био је рат европских великих сила, Руске Империје и Османског царства. У Руско-турском рату из 1877—1878, Русија, Румунија (Уједињене Кнежевине Молдавије и Влашке) и Србија удружиле су се против Турске око аутономије за Босну и Херцеговину. Русија је однела победу, али успеси постигнути Санстефанским миром (1878) ограничени су на Берлинском конгресу (1878), којег су наметнуле Британија и Аустроугарска.

## Узрок
Велика источна криза започета устанком у Босни (1875) поново је довела до руско-турског рата (1877—1878). Претходно су у Рајсштату Русија и Аустроугарска склопиле споразум о подели интересних сфера на Балкану. Русија је морала попуштати и у уговорима у Бечу и Пешти, у јануару и марту 1877, признала је Аустроугарској право, као цену за њену неутралност, да може, у по себе повољном тренутку, извршити окупацију Босне и Херцеговине. Склопивши тајни уговор са Аустроугарском Русија је објавила Турској рат 12/24. априла 1877.

## Ратна дејства
Руска војска се преко Румуније, која је била њен савезник, спустила на Дунав и пребацила преко реке. У исто време наступала је и руска војска на кавкаској граници. Турска је пружила неочекивано жесток отпор руској војсци код Шипке и Плевне, где се истакао турски командант Осман-паша. Због слабог наоружања, неорганизованости и неспособности команданата, рат са слабом Турском претворио се у тежак задатак.

После руских успеха у Шипки и после пада Плевне ушла је у рат поново и Србија, 2/13. (по новом календару) децембра. У други део рата српска војска је ушла без руских добровољаца, а под командом генерала Саве Грујића, подељена у пет корпуса. Офанзива је била усмерена према истоку и југоистоку. Заузети су Кула, Прокупље, Пирот, Ниш (11. јануар 1878), Лесковац, Врање, а део српске војске продро је до Грачанице на Косову. Турци су на бугарском бојишту били потпуно сломљени и нису могли више да зауставе руско продирање. Кад су Руси прешли Балкан, Турска је, потпуно клонула, затражила мир. Примирје је склопљено у Једрену 17. јануара 1878., а потом и мир у Сан Стефану, у близини Цариграда, 21. фебруара 1878. 

## Мир
Санстефански мир (1878), мировни споразум који је османској власти наметнула Русија крајем Руско-турског рата. Овим споразумом установљено је независно бугарско кнежество, у чији је састав ушао већи део Македоније, при чему су Османском царству одузете још неке територије у Европи, а Русији враћен део пространства који су Турци освојили на азијском континенту. Санстефански мир није био по вољи Аустроугарској, па ни Великој Британији, те је унеколико модификован на Берлинском конгресу одржаном исте, 1878. године. Санстефански Уговор је морао бити ревидиран. Против њега су нарочито протестовале Енглеска и Аустрија, којима подједнако није ишло у рачун јачање Русије и њеног утицаја и јачање Словенства уопште.

### Берлински конгрес
Главни аспект берлинског споразума од 13. јула било је свођење територија велике аутономне кнежевине Бугарске на трећину од оних које је добила Санстефанским миром – била је подељена на три дела (на ужу Бугарску и Источну Румелију, у вазалном односу према Турској, и Македонију под турском управом). Србија је добила независност и територијално проширење (нишки, пиротски, топлички и врањски округ), а Црна Гора излаз на море и градове Никшић, Подгорицу, Колашин, Бар и Улцињ, док је Румунији припала Северна Добруџа. Аустроугарска је добила право на окупацију Босне и Херцеговине и завођење мира и држање гарнизона у Новопазарском санџаку, чиме је осим северне избила на западну и делимично јужну српску границу. Берлинским споразумом Русији је припала јужна Бесарабија и градови Батуми, Карс и Ардаган. По предлогу Енглеске, а по унапред створеном споразуму, Аустроугарској је поверен мандат окупације Босне и Херцеговине и војничко поседање „до иза Митровице“. Она је узела Новопазарски санџак са јасном намером да раставља Србију од Црне Горе и да тим поседом отвори себи даљи пут према Солуну.

## Последице
Стање створено Берлинским конгресом отежало је у највећој мери успостављање сарадње између балканских земаља на одбрани заједничких интереса. Деобу Санстефанске Велике Бугарске Бугари су примили као тешку неправду. Суседи Бугара, Срби и Грци, видели су у истој тој Бугарској највећу опасност по свој национални опстанак. Да спрече њено стварање, иако су били незадовољни Берлинским уговором, они су били решени да не допусте никакву измену тог уговора која би створени однос снага пореметила у корист Бугарске. Срби су очекивали више и од ратова против Турске и од одлука Берлинског конгреса. Очекивало се више и од Русије, која је зарад својих империјалних интереса, испољених у стварању Велике Бугарске, жртвовала Србе Аустроугарској.

### Видео линкови
- Zelenogorsky, Najden (3. 3. 2007), Mayor of Pleven (speech), Архивирано из оригинала (video) 25. 10. 2007. г., Приступљено 30. 4. 2007.
- Stanishev, Sergej (3. 3. 2007), Bulgarian Prime Minister (speech), Архивирано из оригинала (video) 25. 10. 2007. г., Приступљено 30. 4. 2007.
- Potapov (3. 3. 2007), Ambassador of Russia in Bulgaria (speech), Архивирано из оригинала (video) 24. 10. 2007. г., Приступљено 30. 4. 2007.